# Stertinius patellaris
Stertinius patellaris är en spindelart som beskrevs av Simon 1902. Stertinius patellaris ingår i släktet Stertinius och familjen hoppspindlar. Inga underarter finns listade i Catalogue of Life.